# La Barèche
La Barèche est un lieu-dit situé sur le territoire de la commune de Durnes, Lavans-Vuillafans et Voires dans le département du Doubs, en France.
Il a la particularité de comporter une église et un monument aux morts qui sont communs à plusieurs communes alentour : Durnes, Échevannes, Lavans-Vuillafans et Voires.

## Images

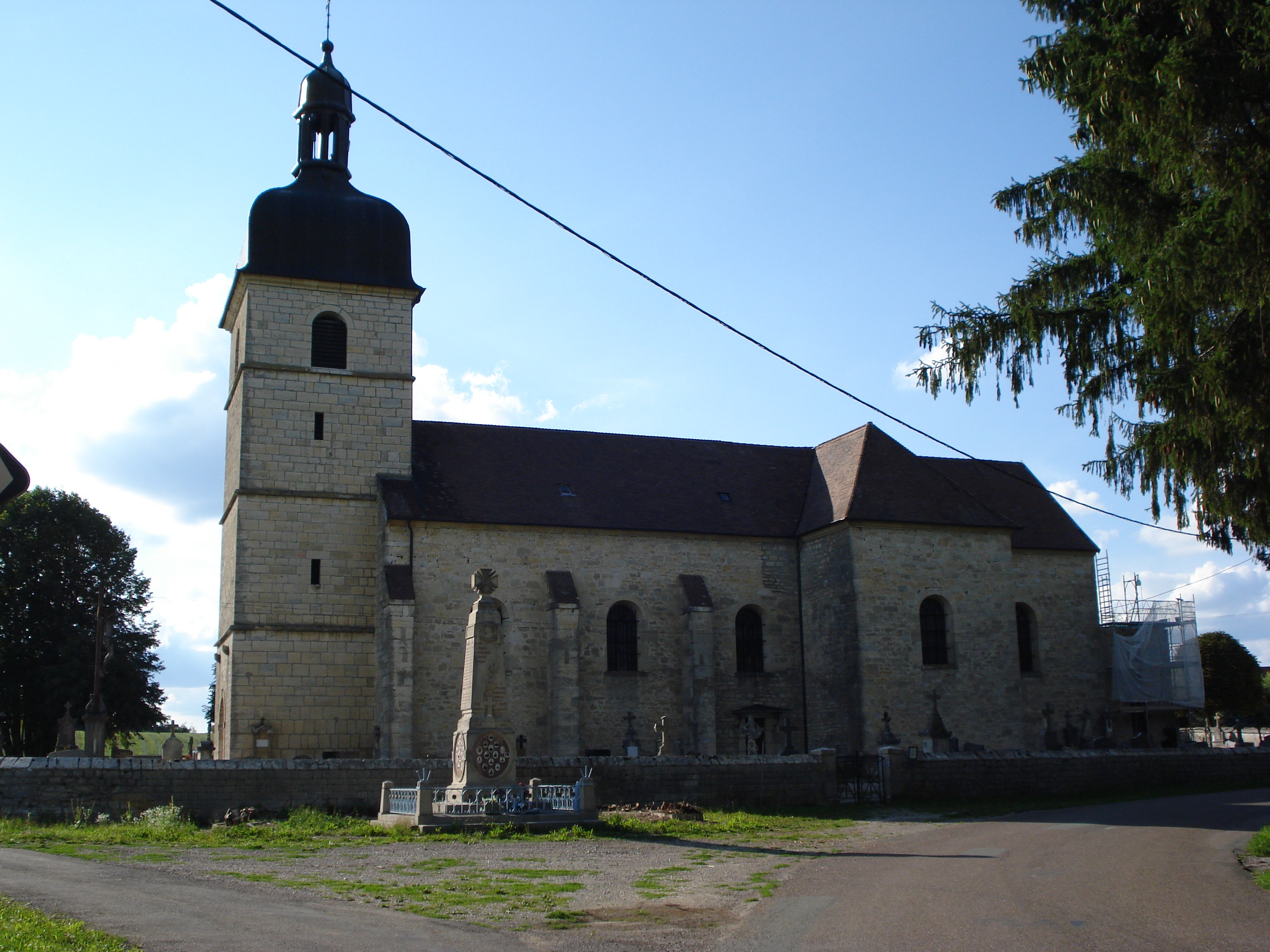
Monument aux morts de La Barèche et église Saint-Hippolyte.
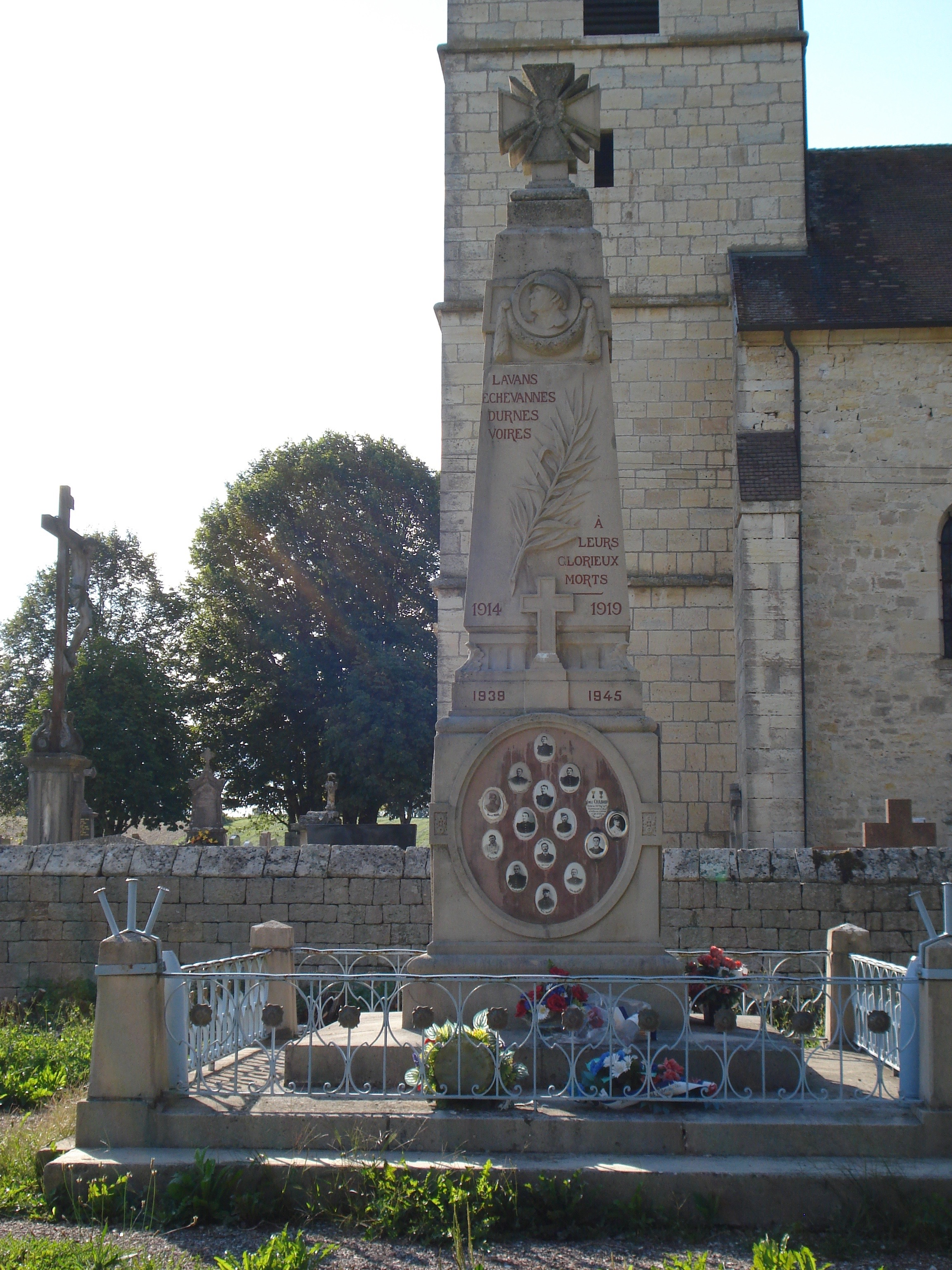
Monument aux morts de La Barèche. Église Saint-Hippolyte en arrière-plan.
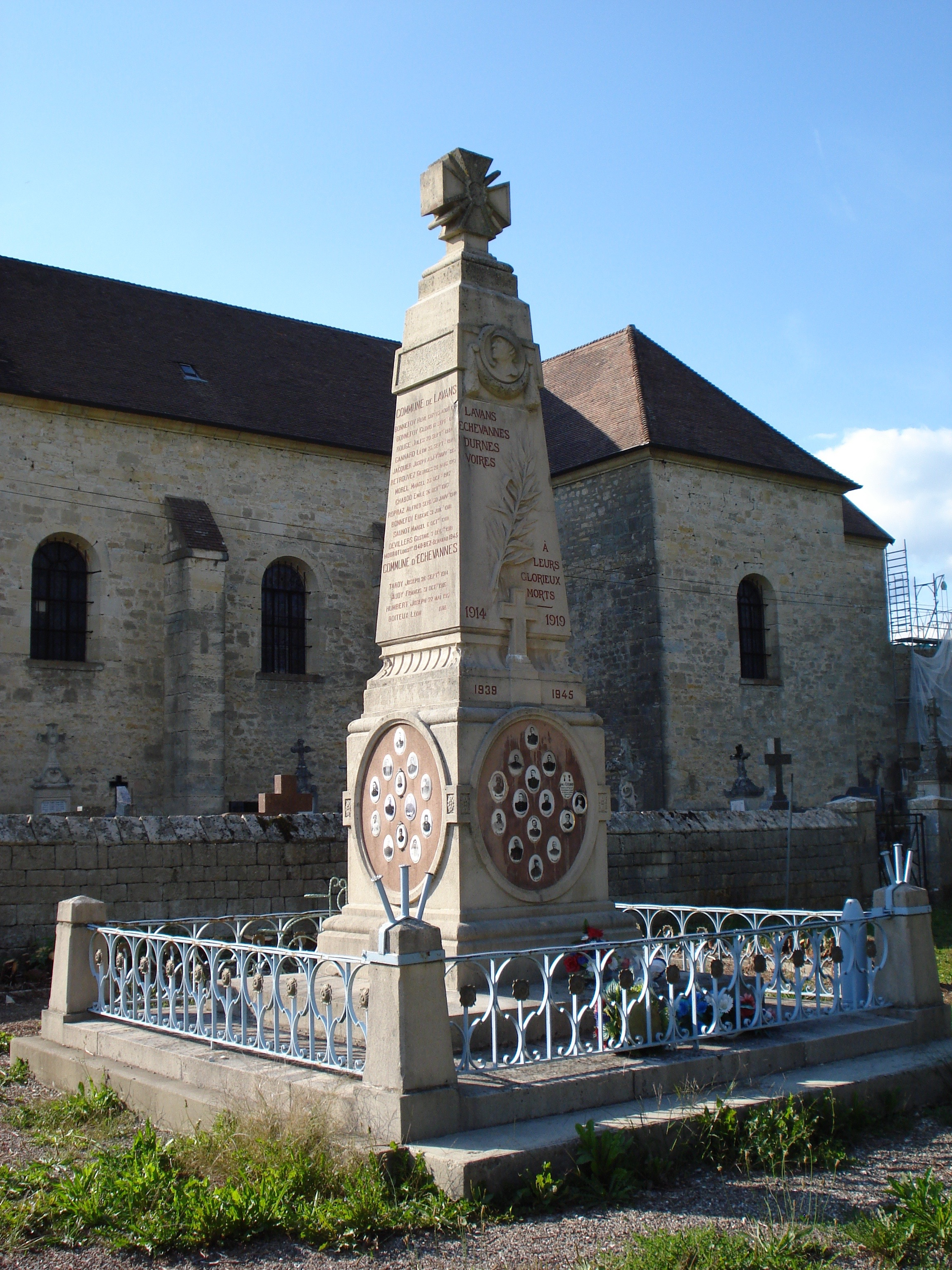
Monument aux morts de La Barèche. Église Saint-Hippolyte en arrière-plan.